# Ponza

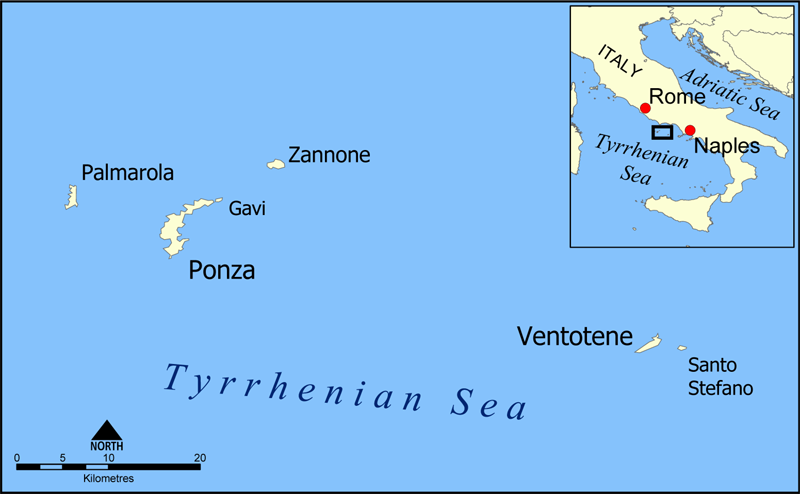

Ponza est une commune italienne d'environ 3 300 habitants, située sur l'île Ponza dans la province de Latina, dans la région Latium, dans le Sud de l'Italie.

## Géographie
Ponza se trouve sur l'île de même nom et est proche des petites îles de Palmarola, Gavi et Zannone, appartenant à l'archipel des îles Pontines dans la mer Tyrrhénienne.
La côte est marquée par des falaises de tuf, des criques, des grottes qui cachent des bassins et des hameaux qui ponctuent le maquis. Celle-ci peut se voir depuis la mer ou en parcourant les sentiers menant à de nombreux points de vue dont celui du fortin de Frontone, sur le littoral oriental.

L'île de Ponza est un étroit croissant de terre de neuf kilomètres pour quarante et un de côtes.

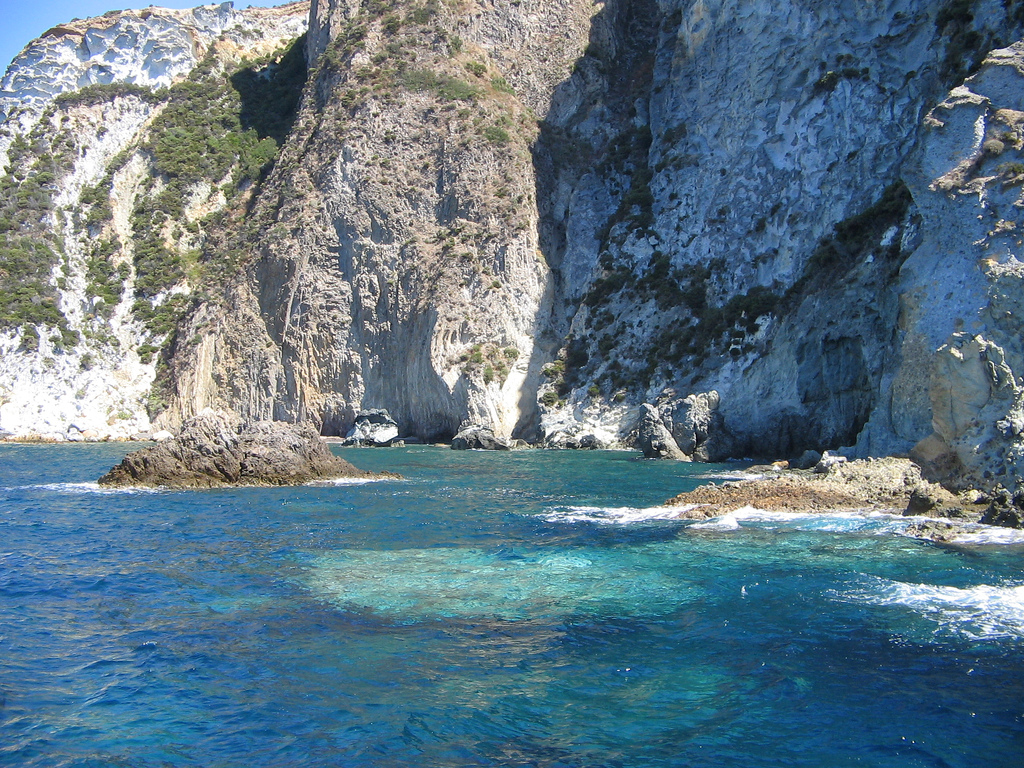
Côte rocheuse
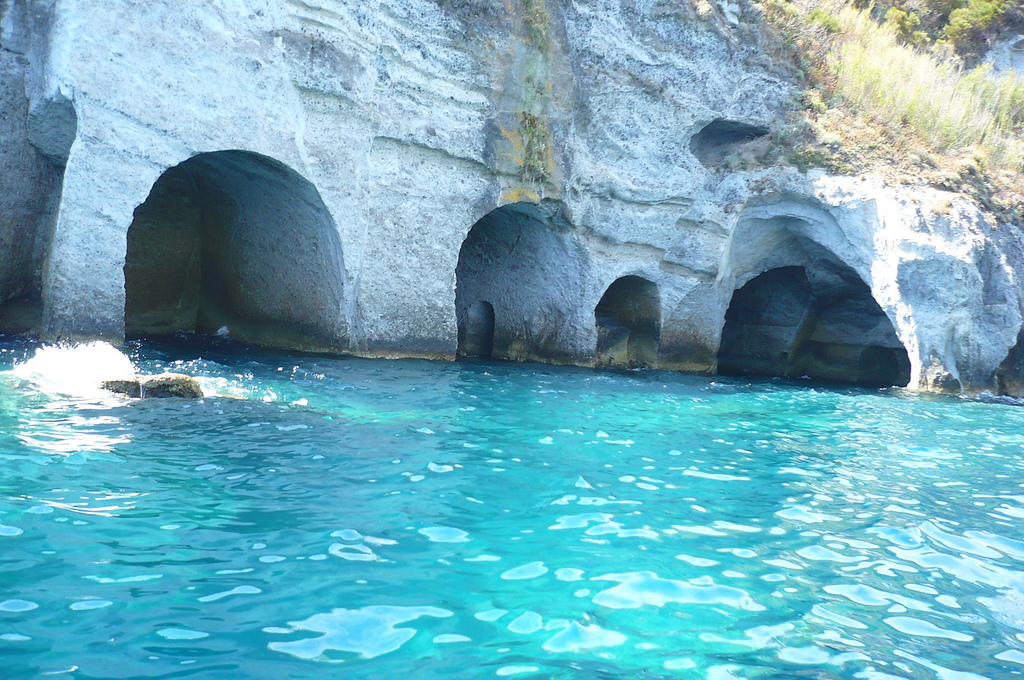
Grottes marines creusées dans le tuf
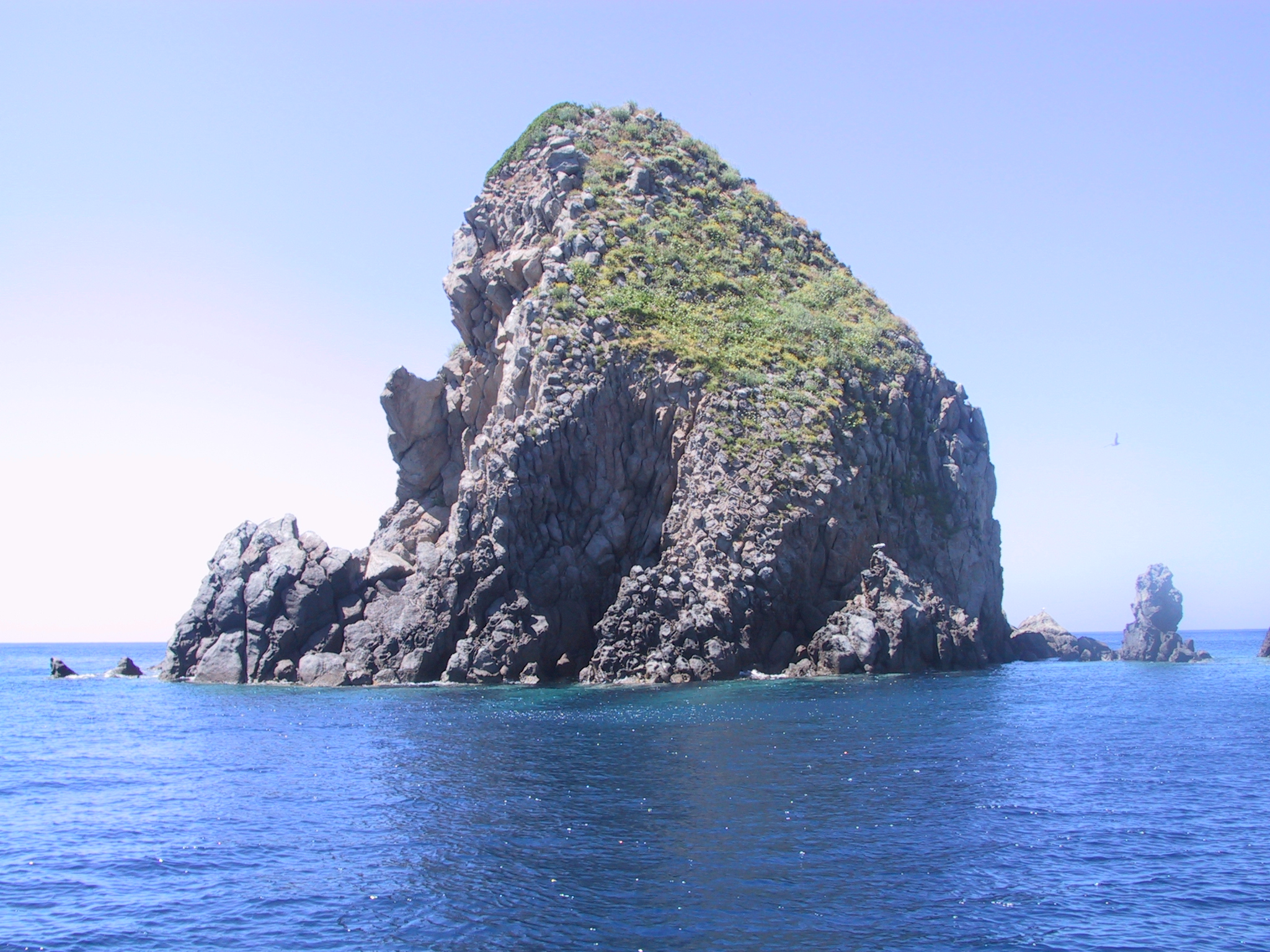
Faraglione
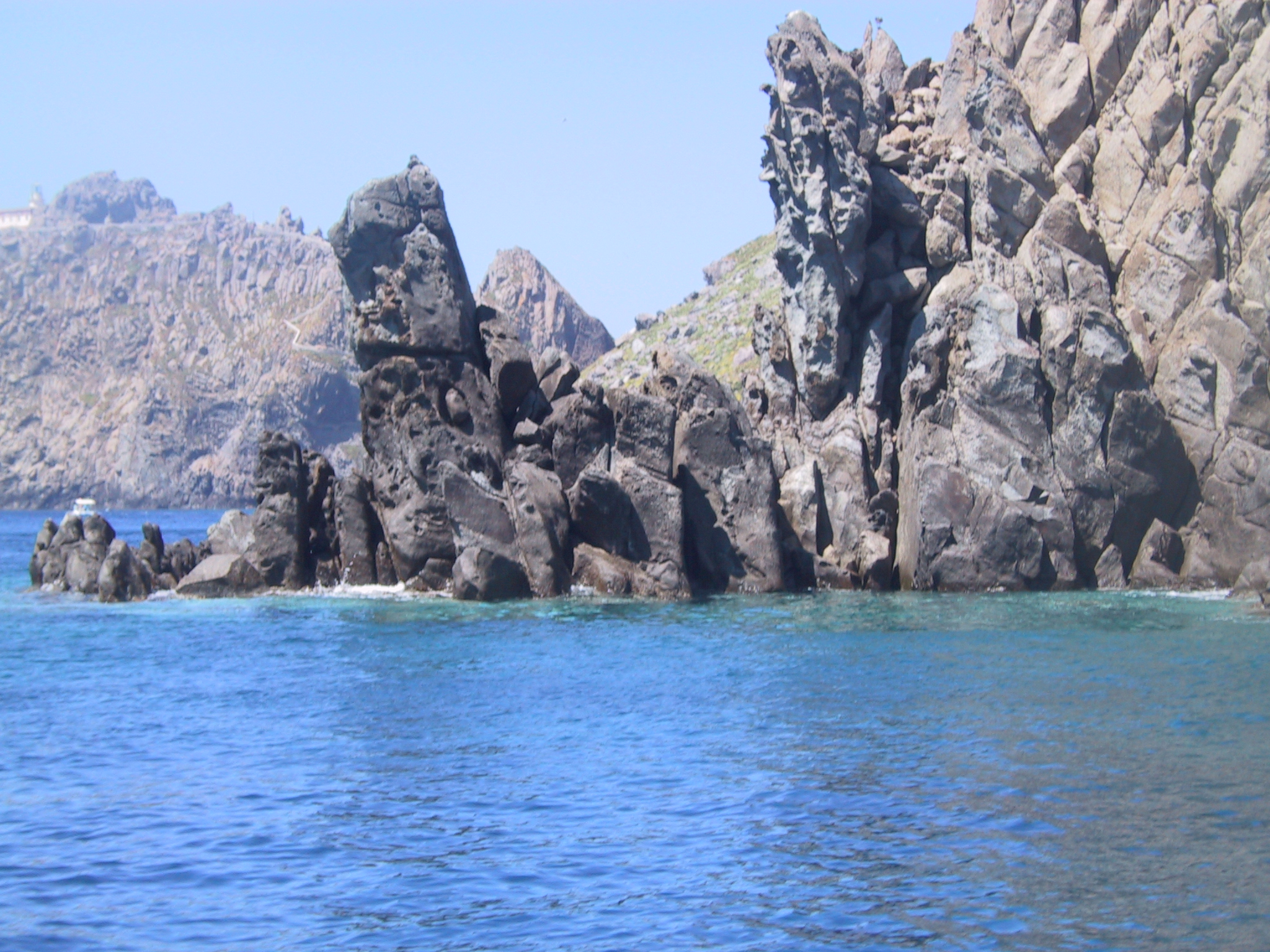
Faraglione
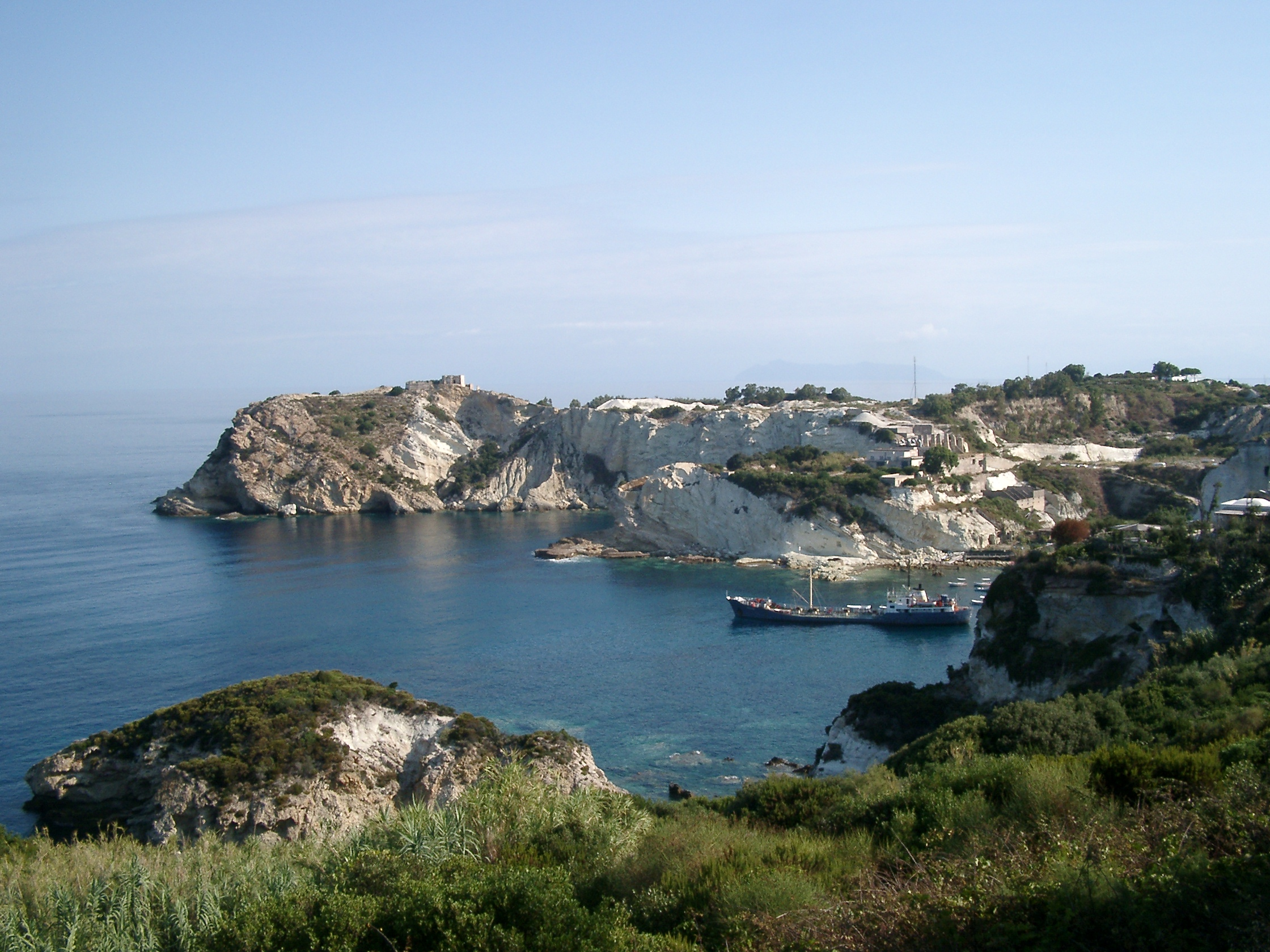
Punta Papa
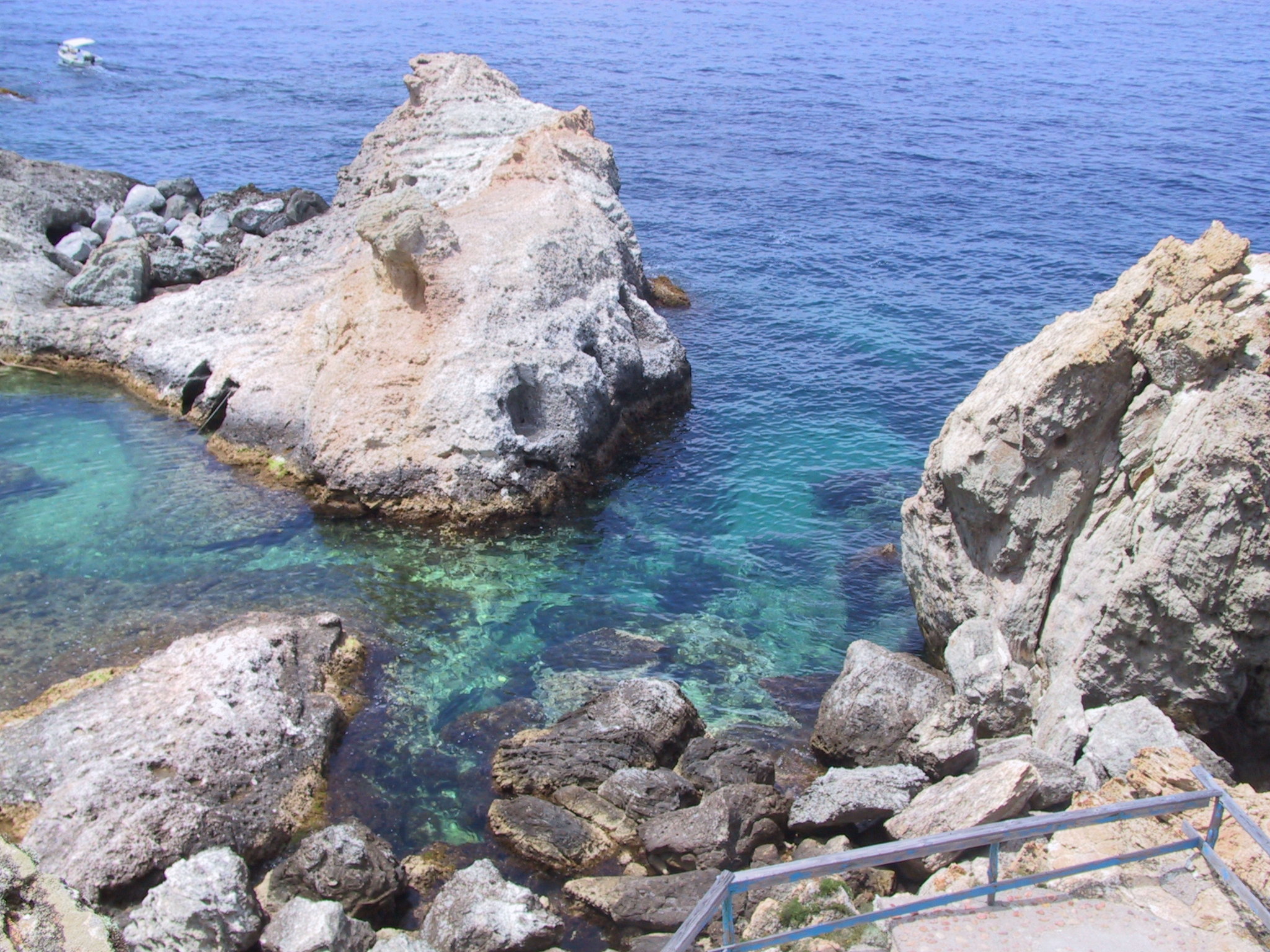
Cala Fonte

## Histoire
Sous l'Empire romain, l'île de Ponza avait certes servi de villégiature, mais aussi de prison dorée pour personnalités encombrantes. Des chrétiens y furent aussi relégués, dont le pape Silvère, au VIe siècle, devenu le saint patron local. Il fut exilé et mourut sur la petite île de Palmarola toute proche. Après des siècles d'abandon, la Maison de Bourbon-Parme qui régnait sur l'Italie du Sud redonna vie, au XVIIIe siècle, à l'ancienne « Pontia ». Ils érigèrent le port et firent venir des colons de la région de Naples, dont les « Ponzesi » d'aujourd'hui sont les descendants, comme le rappelle leur dialecte originaire de Campanie. Mais plus tard, on exilait ici toujours les indésirables. Mussolini y déporta ses opposants, comme Altiero Spinelli, avant d'y être lui-même enfermé en 1943. À plusieurs époques, Ponza a subi des exodes, dus à la pauvreté et à la famine.

## Économie
Les habitants ont délaissé la pêche et l'agriculture pour vivre du tourisme, et l'afflux de continentaux a fait grimper les prix de l'immobilier et du mètre carré.

## Culture locale et patrimoine

### Lieux et monuments
Le passé de l'île a laissé son empreinte. Un tunnel creusé par les Romains mène encore à la plage de Chiaia di Luna. À la sortie du port, on découvre même des grottes, les « grotte di Pilato », qui servaient jadis de viviers à murènes. La villa de l'empereur Auguste se trouvait juste au-dessus, remplacée depuis par un cimetière de style baroque. Ailleurs, on retrouve les vestiges d'un aqueduc, d'une nécropole, d'un monastère et, partout, les traces des anciennes cultures en terrasses, où poussent encore çà et là la vigne, la lentille et le pois chiche. Dans le village de Ponza se situe l'église Santi Silverio e Domitilla de Ponza, de style néo-classique, tandis que dans le village de Santa Maria on trouve l'église San Giuseppe de Ponza.

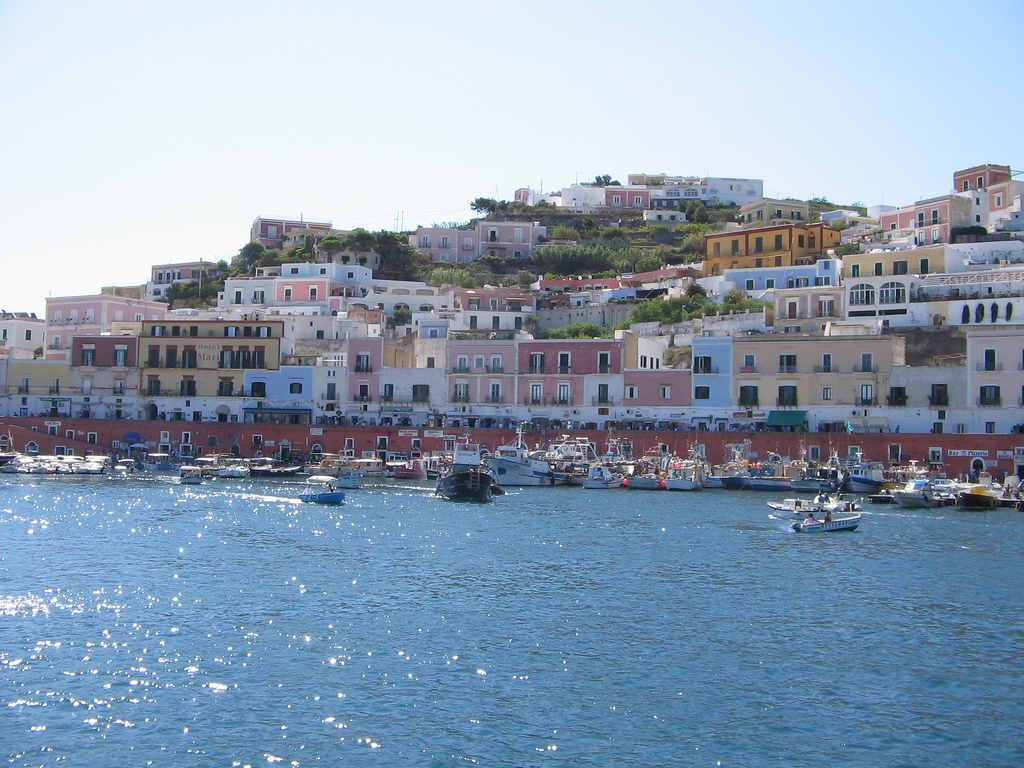
Le Port
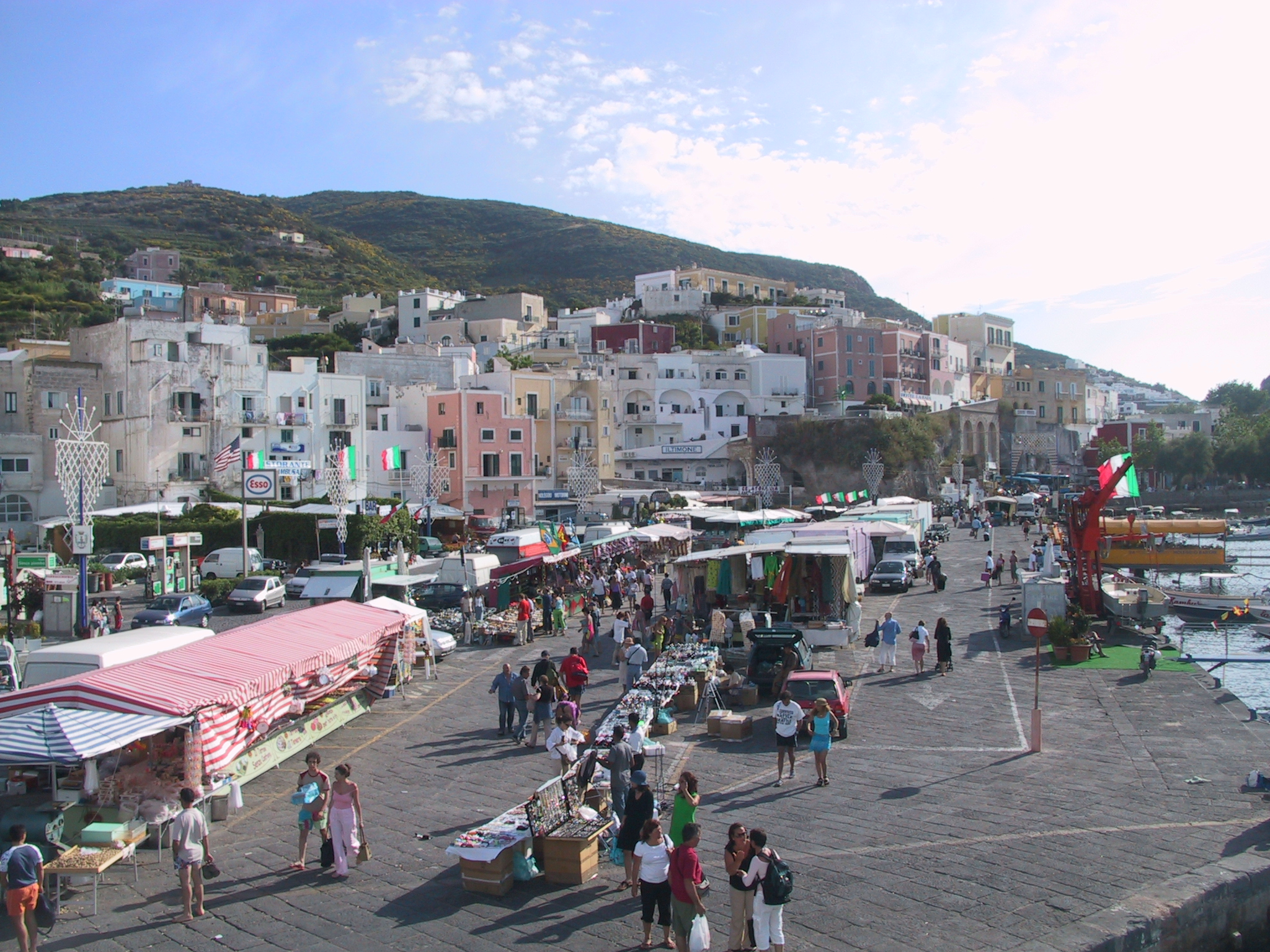
Porto
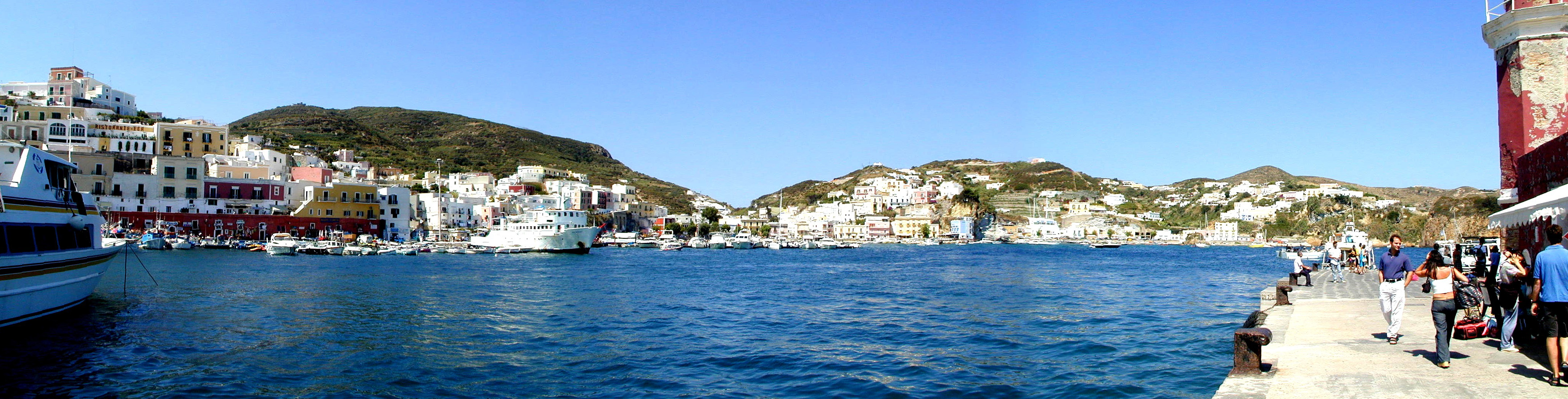
Panorama

## Tourisme
L'été, des centaines de Romains fuient la chaleur de la capitale et mettent le cap au Sud, vers l'« isola » de Ponza. Deux heures de train et d'hydroglisseur à partir du port d'Anzio, et les voilà sur la plus grande île de l'archipel des îles Pontines. Six cailloux volcaniques jetés sur la mer Tyrrhénienne, à trente kilomètres des côtes italiennes. Là, chacun profite de ce havre à sa façon : en canot sur les eaux transparentes, dans une crique isolée comme la cala Felce ou dans une paillote de la plage branchée de Frontone. Avant de se retrouver pour la promenade rituelle sur le port en arc de cercle, où se côtoient chalutiers et façades pastel. Le must pour découvrir ce repaire de marins reste de louer un canot à moteur et d'explorer les larges baies, les caps et les falaises, les criques secrètes et les curiosités rocheuses comme les rochers émergés de Lucia Rosa ou les piscines naturelles de cala Fonte et cala Feola. Un détour s'impose aussi par l'île vierge de Palmarola à cinq milles marins de là.
Mais aucun hôtel disgracieux ni aucune villa tape-à-l'œil ne sont venus défigurer cette forteresse de roche claire, coiffée d'un maquis méditerranéen.
En contemplant Ponza du large, on se prend à s'immerger dans la légende : d'après l’Odyssée d'Homère, c'est là qu'Ulysse et la magicienne Circé s'aimèrent une année durant. Des grottes portent encore le nom des deux amants.

Ponza et le tourisme, c'est une histoire récente : elle remonte à 1969, quand Federico Fellini vint tourner ici son film Satyricon.

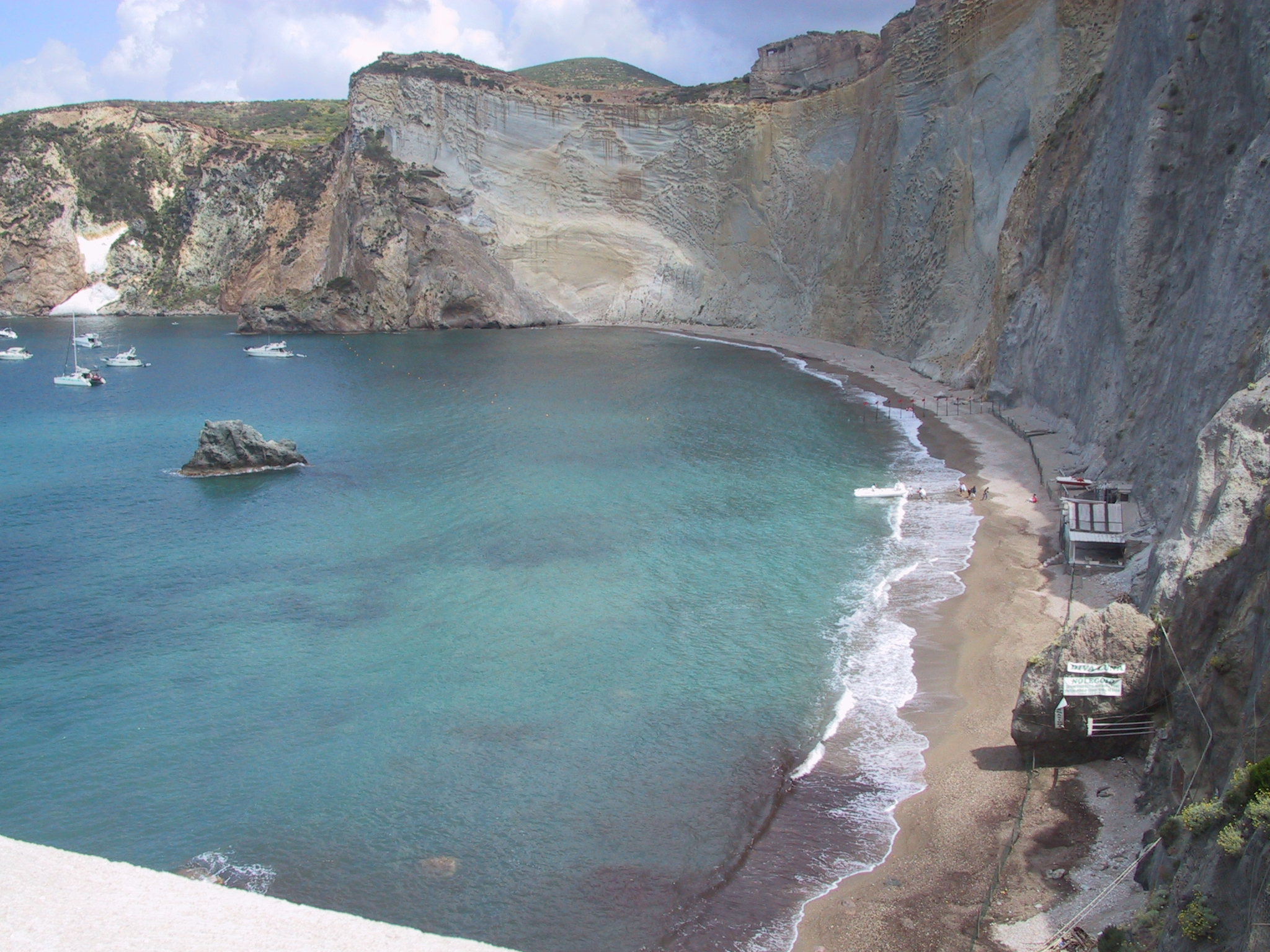
Plage de Chiaia di Luna
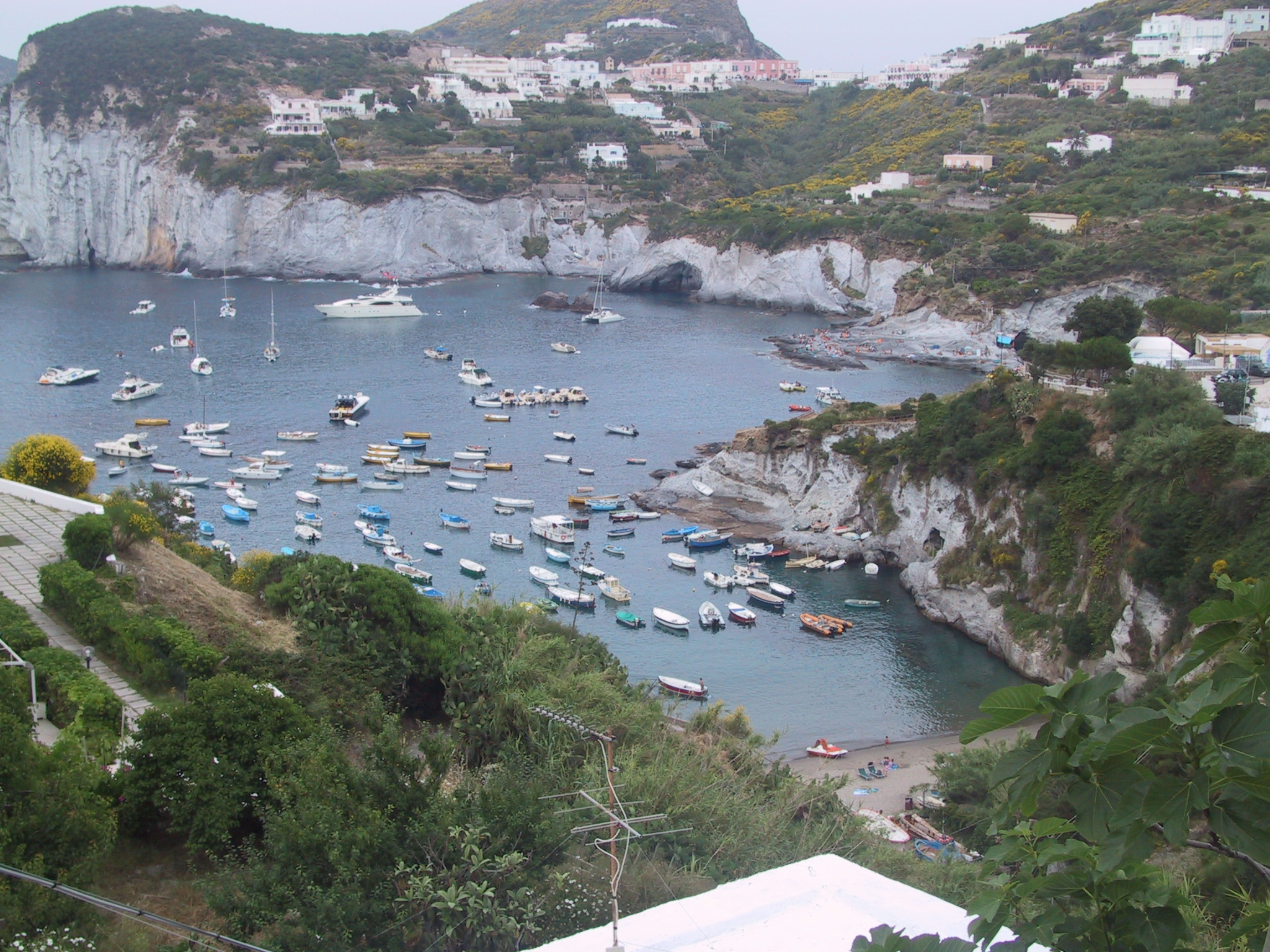
Cala Feola
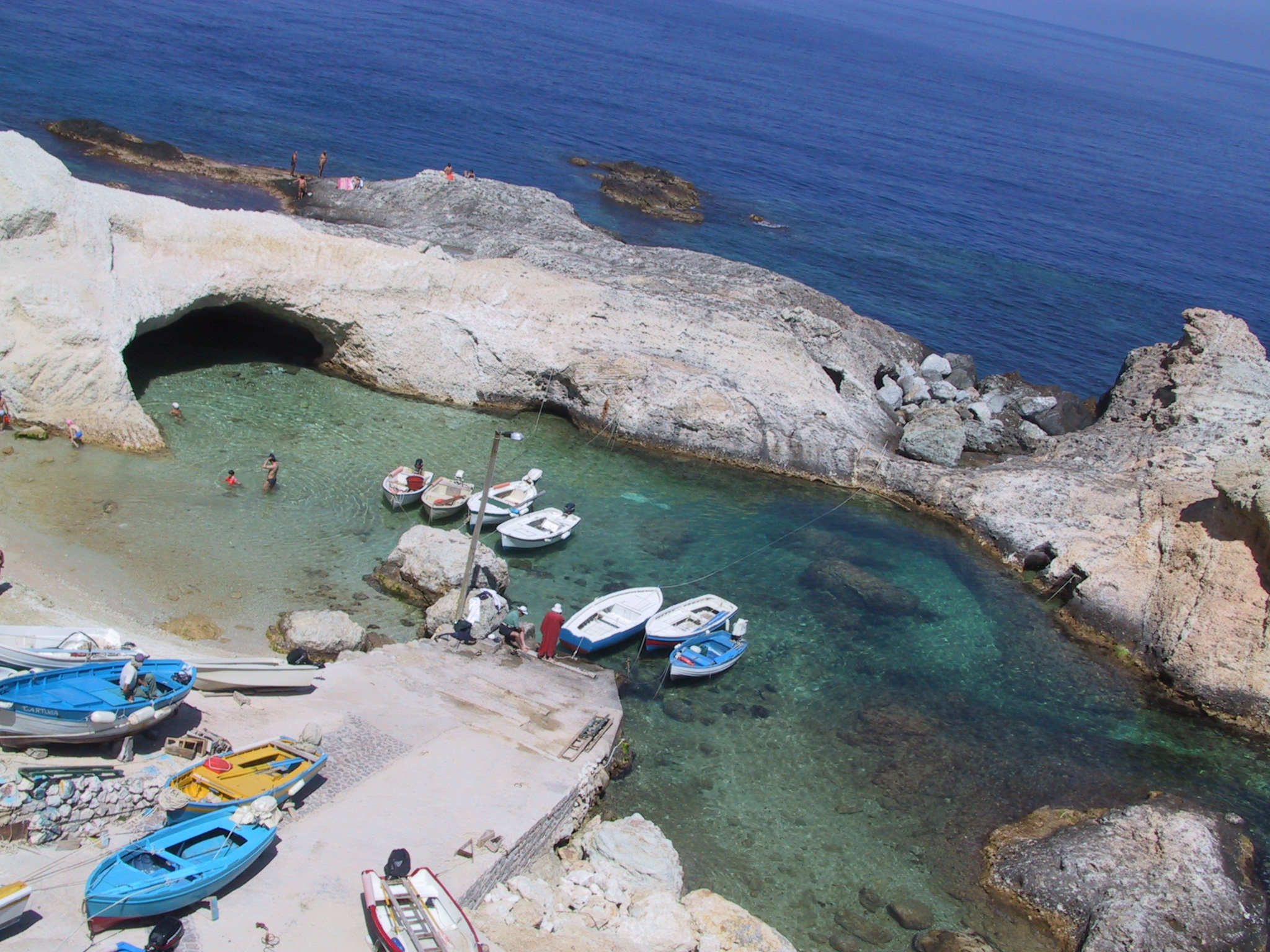
Cala Fonte
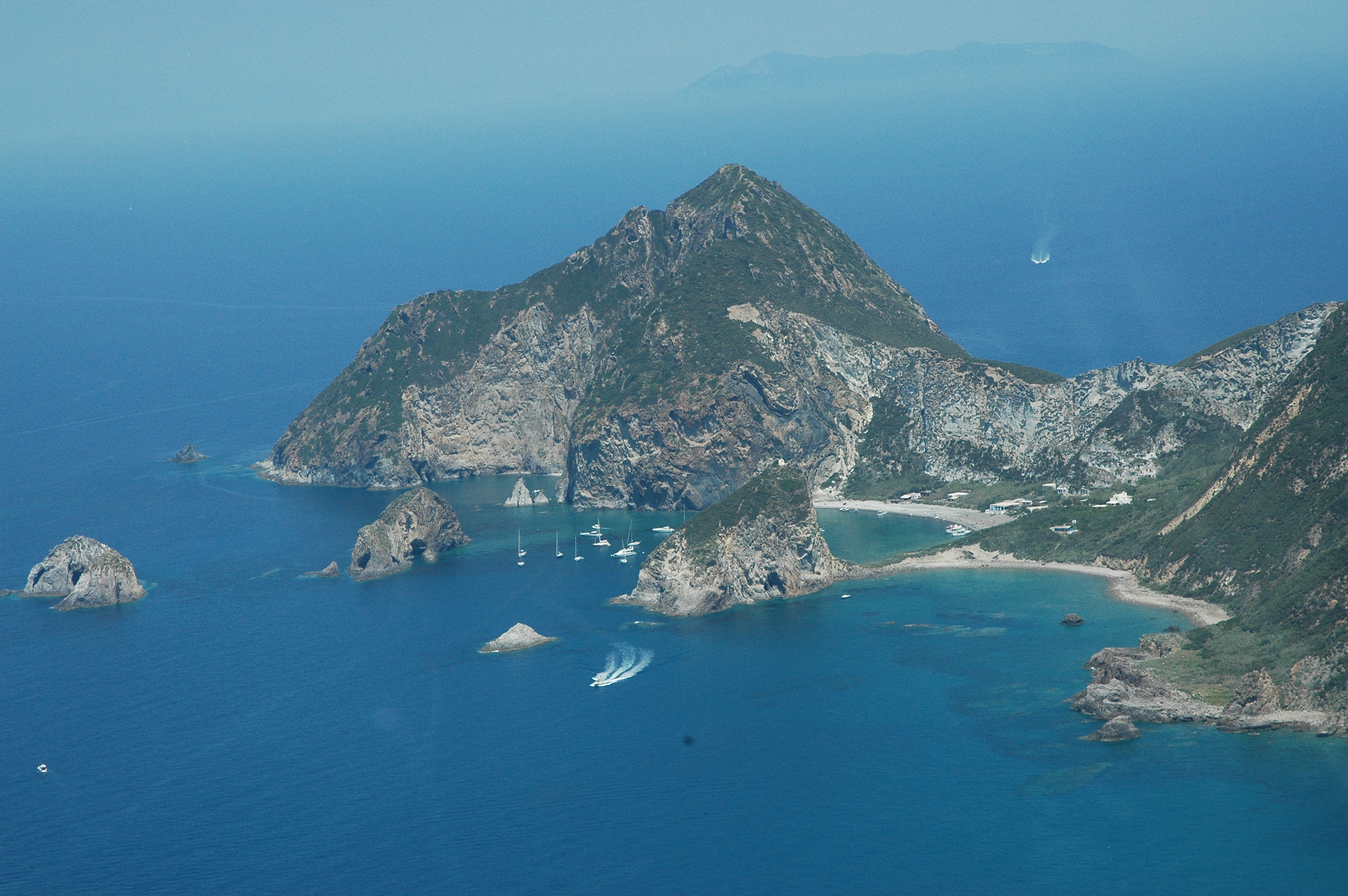
San Silverio

## Administration
| Période                                  | Période  | Identité      | Étiquette     | Qualité |
| ---------------------------------------- | -------- | ------------- | ------------- | ------- |
| 27 mai 2003                              | En cours | Pompeo Porzio | Centre gauche | Maire   |
| Les données manquantes sont à compléter. |          |               |               |         |

### Hameaux
Guarini, Giancos, I Conti, Santa Maria, Campo Inglese, Le Forna, île de Zannone, île de Palmarola

### Évolution démographique
Habitants recensés